# Canon EOS R50
Canon EOS R50 — беззеркальная камера с матрицей APS-C формата производства Canon. Камера была анонсирована 7 февраля 2023 г.
Модель получила награду TIPA 2023 в номинации «лучшая камера начального уровня».

## Характеристики
- 24.2-мегапиксельный КМОП-сенсор
- Автофокус с распознованием и отслеживанием объектов (люди, животные, автомобили)
- Процессор DIGIC X
- Электронный видоискатель и поворотный сенсорный экран

## Сравнение с Canon EOS R10
Обе камеры имеют похожие технические характеристики, но отличаются конструкцией и дизайном корпуса: Canon EOS R50 меньше и легче, имеет только одно колёсико управления. Canon EOS R50 ориентирован на любителей и предлагает интеллектуальный сценарный режим, где камера анализирует сцену и подбирает необходимые условия съемки.
|                                              | Canon EOS R50                              | Canon EOS R10                              |
| -------------------------------------------- | ------------------------------------------ | ------------------------------------------ |
| Разрешение сенсора                           | 24 Мп                                      | 24 Мп                                      |
| Диапазон ISO                                 | 100 - 32000 (с расширением до 100 - 51200) | 100 - 32000 (с расширением до 100 - 51200) |
| Серийная съемка (механический затвор)        | макс. 12 кадров в секунду                  | макс. 15 кадров в секунду                  |
| Серийная съемка (электронный затвор)         | макс. 15 кадров в секунду                  | макс. 23 кадра в секунду                   |
| Скорость срабатывания затвора (механический) | 30-1/4000 сек                              | 30-1/4000 сек                              |
| Скорость срабатывания затвора (электронный)  | 30-1/8000 сек                              | 30-1/16000 сек                             |
| Скорость записи видео (4K)                   | макс. 30 fps                               | макс. 60 fps                               |
| Скорость записи видео (1080p)                | макс. 120 fps                              | макс. 120 fps                              |
| Высокоскоростной протокол обмена данных      | UHS-I                                      | UHS-II                                     |
| Количество колесиков управления              | 1                                          | 2                                          |
| Наличие джойстика                            | Нет                                        | Да                                         |
| Вес (вкл. батарею и карту памяти)            | 375 г                                      | 429 г                                      |

## Галерея

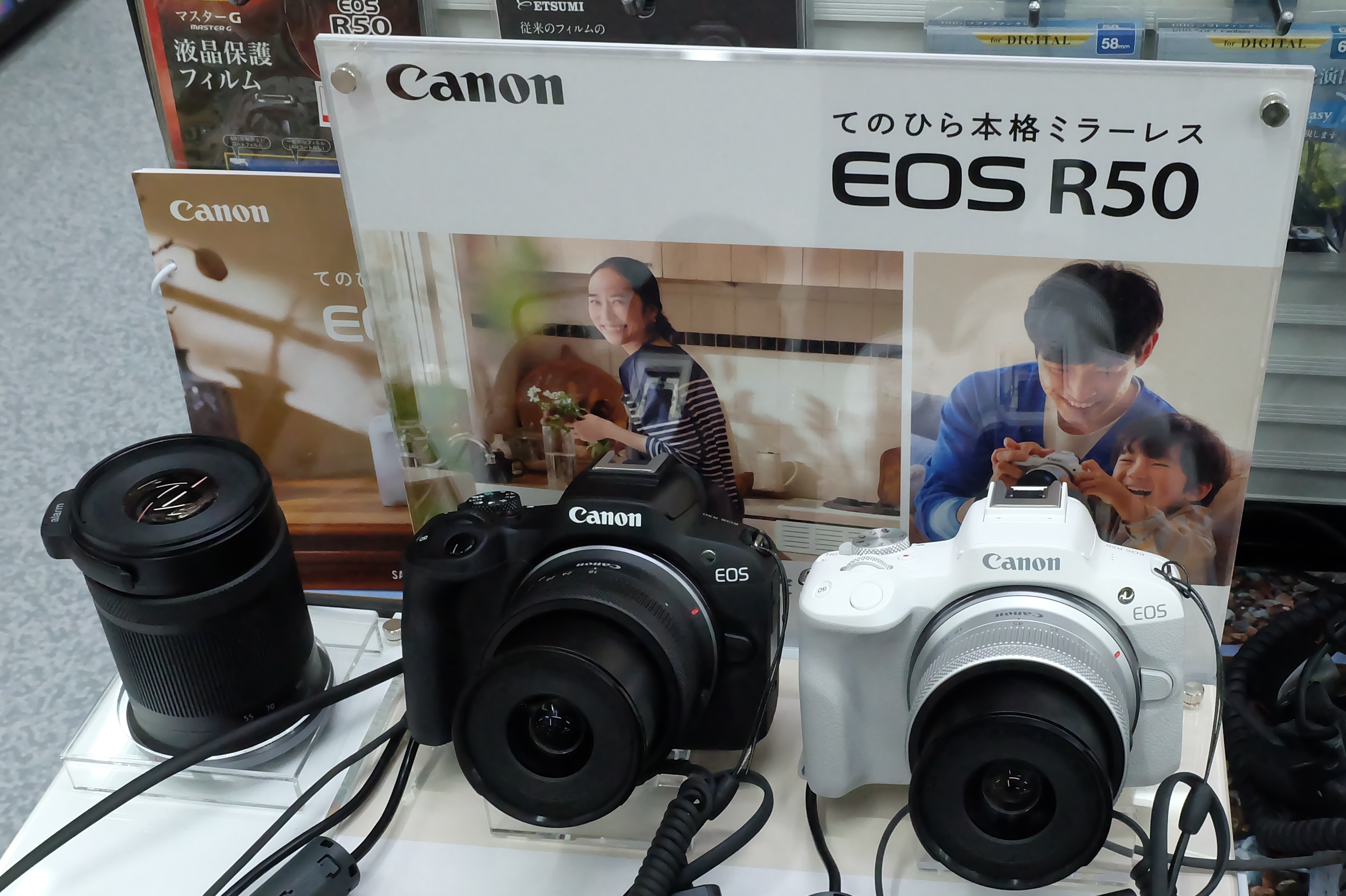
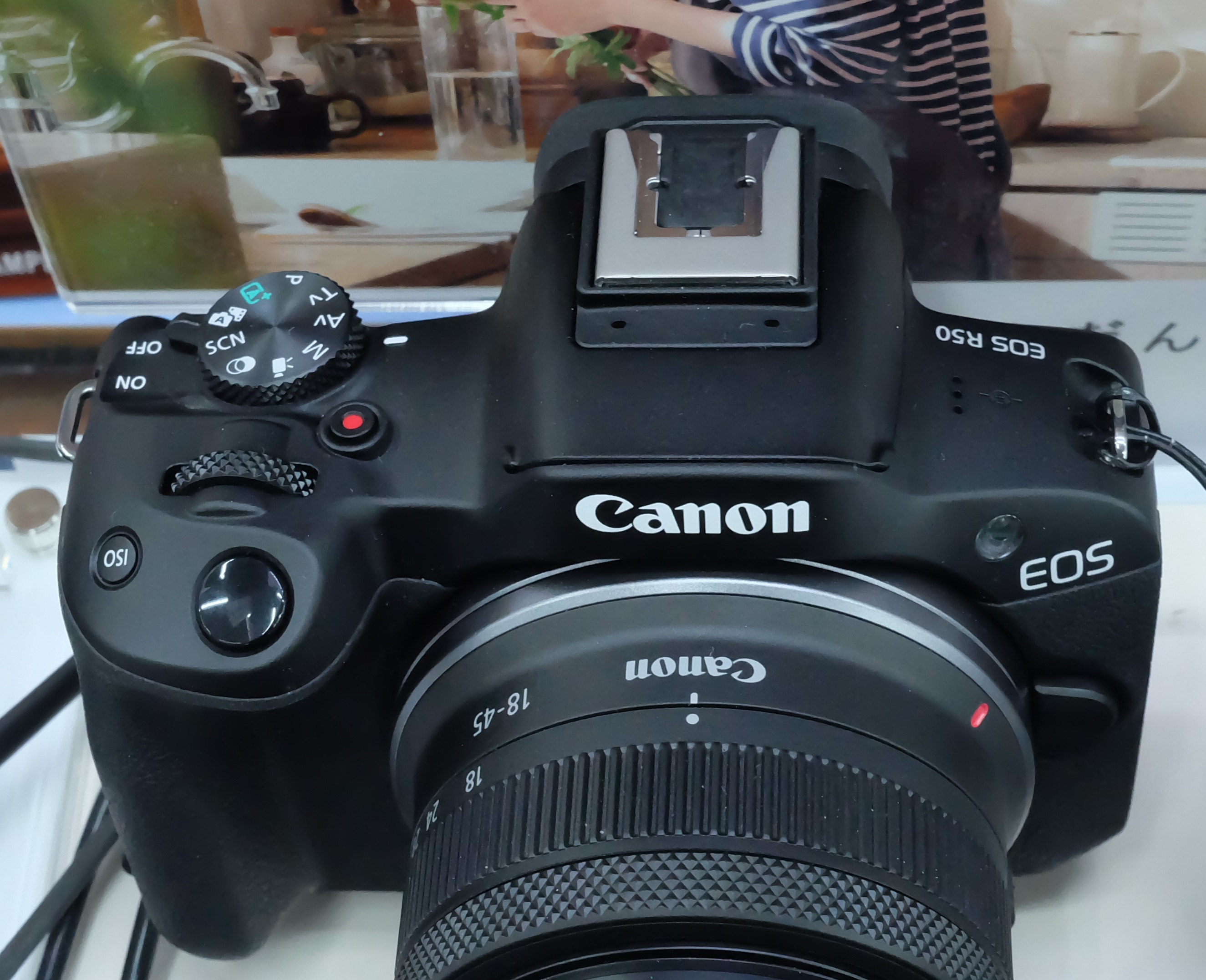
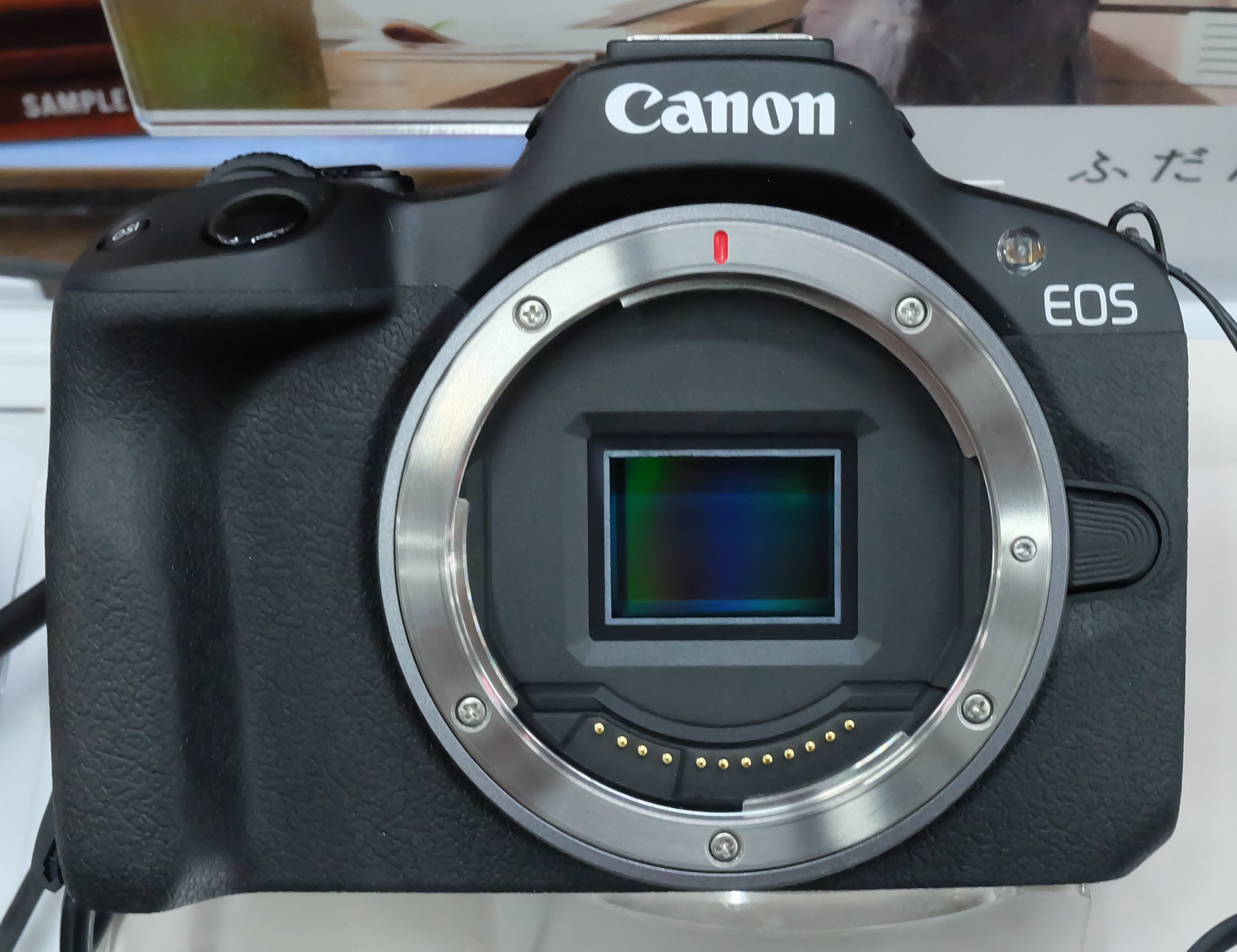
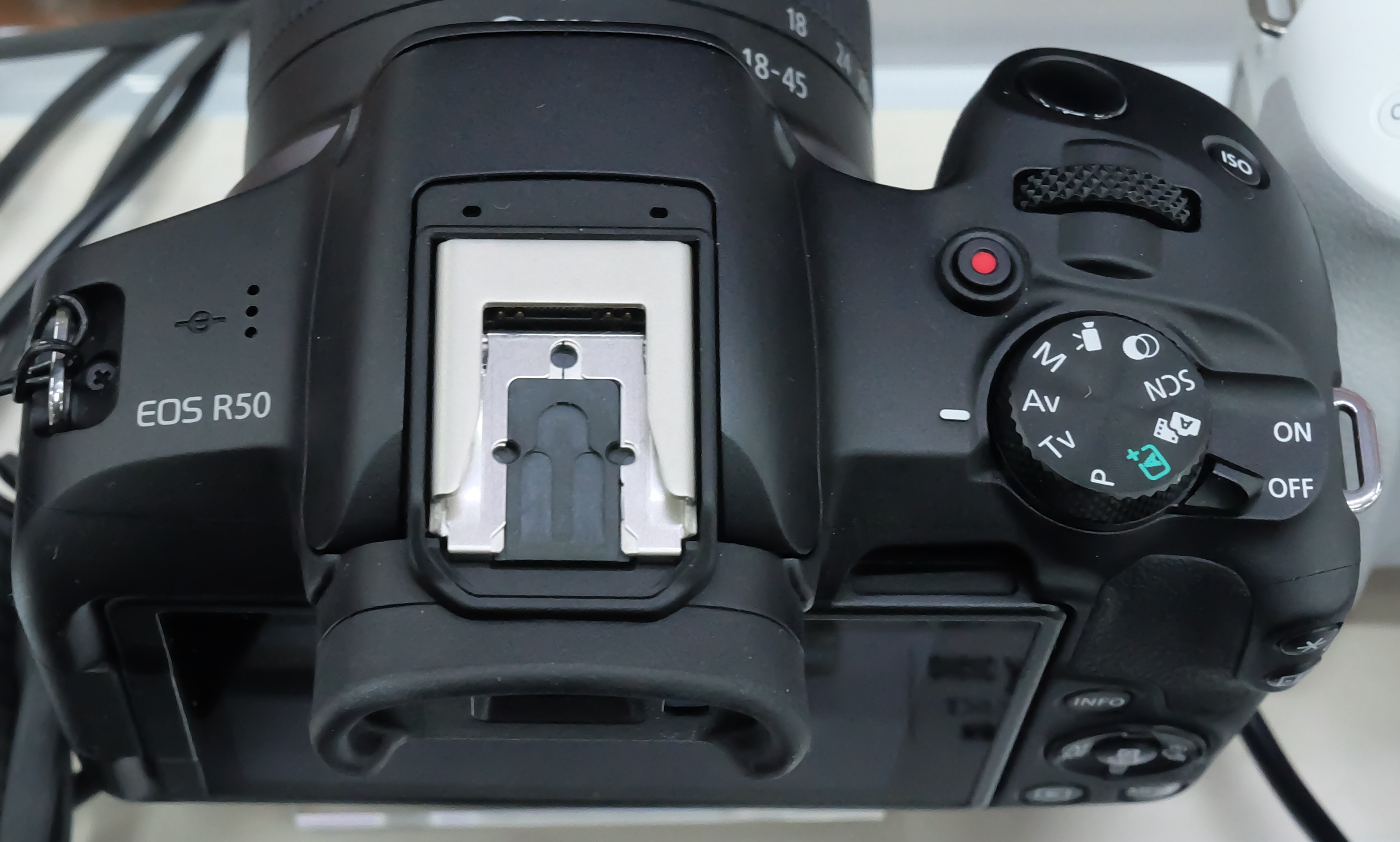
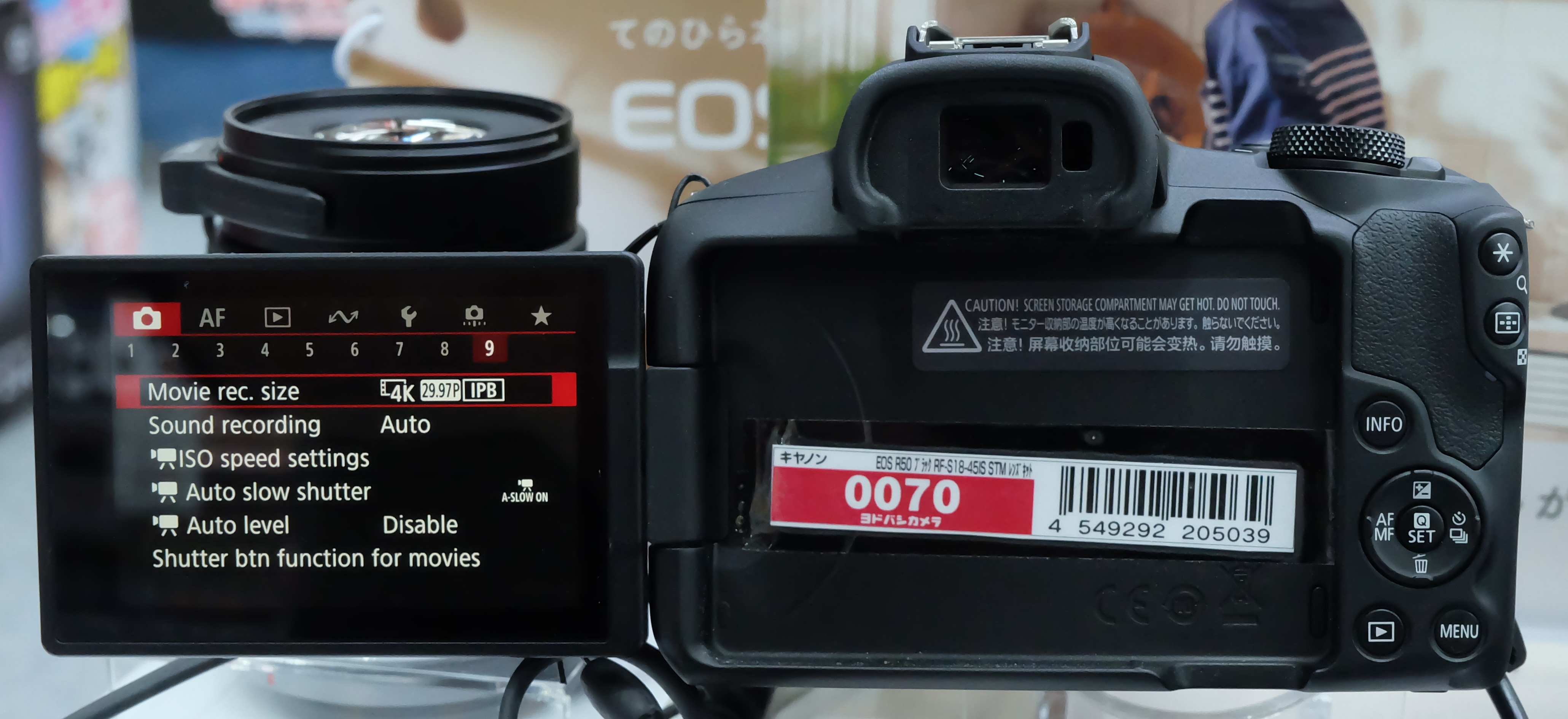
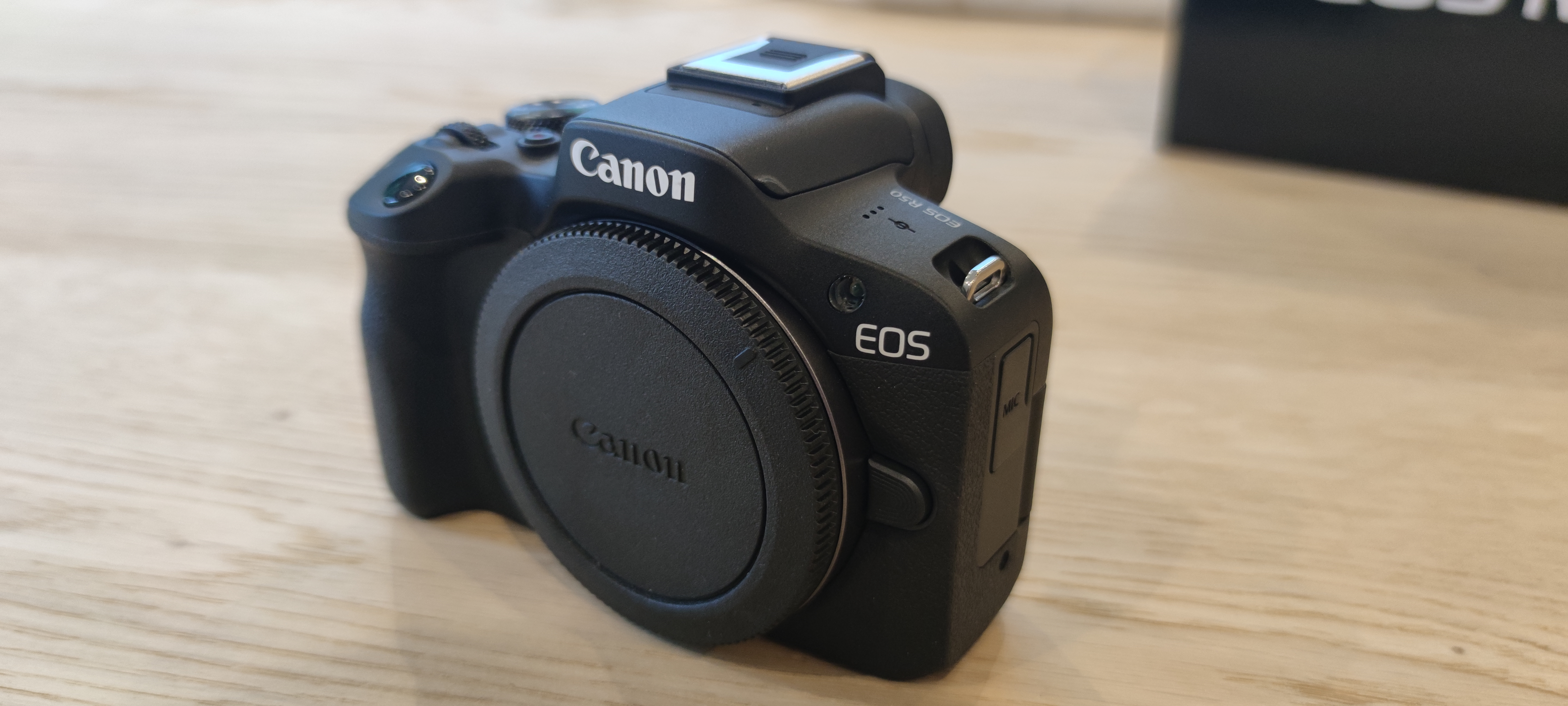